# Neushoorn (Leeuwarden)
Neushoorn is een poppodium gericht op het organiseren van live-muziek, clubnachten en festivals. Het poppodium is gevestigd aan het Ruiterskwartier in de stad Leeuwarden tegenover stadschouwburg de Harmonie waarmee het deel uitmaakt van het Harmoniekwartier.
Neushoorn is officieel geopend in 2016. Naast de functie als poppodium faciliteert het gebouw ook de onderwijsinstelling van D'Drive. De naam Neushoorn is bewust gekozen met als doel connecties en geschiedenis van Leeuwarden te vermijden.

## Geschiedenis van Neushoorn
Na een bouwperiode van twee jaar opende Neushoorn voor het eerst haar deuren in 2015 met een optreden van de Britse zanger Fink. Een halfjaar later werd het gebouw in volledige staat afgeleverd. Op 8 februari 2016 hield Neushoorn haar officiële opening met een bezoek van minister van Onderwijs, Cultuur en Wetenschap, Jet Bussemaker en optredens van o.a. Jett Rebel. Het pand van Neushoorn bestaat sinds 1924 en is sindsdien meerdere keren gerenoveerd.
Nadat het pand in 2006 door de gemeente Leeuwarden werd overgenomen van uitgaansgelegenheid Rock It is er gewerkt aan de realisatie van een nieuw poppodium. Van 2014 tot februari 2016 is het pand verbouwd.

## Zalen
Neushoorn bestaat uit drie verschillende concertzalen. De Grote Zaal heeft een capaciteit voor 750 bezoekers, de AA-Security Arena ruimte voor circa 300 bezoekers en in het Neushoorn Café kunnen 150 bezoekers terecht. Naast de concertzalen heeft Neushoorn ook twee danszalen waar de opleiding D'Drive gebruik van maakt en worden er muzieklessen gegeven in de oefenruimtes. 

## Evenementen
Buiten de reguliere programmering biedt Neushoorn haar gebouw ook ter beschikking voor festivals en evenementen. Welcome to The Village, Into the Grave, Into The Void en Bierfestival Leeuwarden zijn voorbeelden van festivals die o.a. in Neushoorn plaatsvonden.  

## Organisatie
Neushoorn wordt beheerd door Stichting Popcultuur Neushoorn; een non-profit instelling die verantwoordelijk is voor het beheer en de exploitatie van Neushoorn. Stichting Popcultuur Neushoorn is erkend als (culturele) ANBI en heeft culturele en maatschappelijke doelstellingen. De stichting richt zich op popcultuur in het breedste zin van het woord en het ontwikkelen van talent. 